# Президентские выборы в Замбии (2015)
Президентские выборы в Замбии состоялись 20 января 2015 года. Выборы стали досрочными, так как дата их проведения была назначена после смерти действующего президента Замбии Майкла Саты исполняющим обязанности президента Гаем Скоттом.
Кандидат от правящей партии «Патриотический фронт» Эдгар Лунгу победил с небольшим перевесом в 27 757 голосов (1,66 %) кандидата от оппозиции Хакаинде Хичилему, назвавшего выборы обманом.
Окончательные результаты, обнародованные избирательной комиссией Замбии, говорят об общем числе зарегистрированных избирателей в 5 миллион 166 тысяч 084 человека, в отличие от ранее опубликованных данных о 5 166 088 избирателях в специализированном реестре.

## Контекст

### Экономика
По данным Международного валютного фонда, экономика Замбии в 2014 году выросла на 5,5 %, что стало самым низким показателем за последние 12 лет, хотя министр финансов Александр Чикванда заявлял, что реальные цифры составляют 6 %. Почти две трети населения Замбии из 15 миллионов человек живут менее чем на $ 1,25 в день. Цены на медь в Лондоне, на долю которой приходится более двух третей валютных поступлений Замбии, упали на 22 процентов до $ 5548 за тонну, составив почти шестилетний минимум. Вследствие этого, по данным Палаты шахт Замбии, 9 из 11 лучших медных рудников стали работать в убыток, уплачивая большие налоги государству.

### Политика
Плохое здоровье действующего президента Замбии Майкла Саты в 2014 году приводило политических комментаторов к рассуждениям о его потенциальных преемниках в качестве кандидатов от правящего Патриотического фронта. Сата скончался 28 октября и исполняющим обязанности президента по конституции был назначен вице-президент Гай Скотт, ставший таким первым белым лидером на африканском континенте в пост-апартеидный период после вице-президентства Фредерика де Клерка с 1994 по 1995 год (исключение — островные государства: Франс-Альбер Рене был президентом Сейшельских Островов с 1978 по 2004 год и Поль Беранже был премьер-министром Маврикия с 2003 по 2005 год).
Согласно конституции Замбии, новые выборы должны быть проведены в течение 90 дней со дня смерти действующего президента. 18 ноября Гай Скотт назначил дату выборов на 20 января, дав старт агитационным кампаниям политических партий.
После смерти Саты, в сформированном 27 февраля оппозиционном альянсе из Движения за многопартийную демократию, Альянс за лучшую Замбию, Замбийцев за расширение прав и развития, Народной партии и Конгресса всего народа, были высказаны сомнения по возможности выставления единой кандидатуры на выборах.

## Кандидаты

### Патриотический фронт
Первоначально было выдвинуто несколько кандидатур:
- Селемани Пангула Банда — дипломат, капитан ВВС в отставке и бывший посол в Нигерии[16].
- Чишимба Камбвили — министр спорта[17].
- Кристин Касеба — доктор медицинских наук, врач-гинеколог, вдова Саты[18].
- Эдгар Лунгу — юрист, министр обороны и юстиции, бывший генеральный секретарь Патриотического фронта[19].
- Гивен Лубинда[англ.] — депутат, бывший министр иностранных дел и генеральный секретарь Патриотического фронта[10].
- Джеффри Бвалья Мвамба[англ.] — бизнесмен, бывший министр обороны[17].
- Майлз Сампа[англ.] — заместитель министра торговли и депутат, племянник Саты[20].
- Роберт Сичинга — министр торговли[21].
- Уилбур Симууса — министр сельского хозяйства[22].
- Муленга Сата — сын Саты и мэр Лусаки[23].

Вице-президент Гай Скотт заявил, что не будет участвовать в выборах, ссылаясь на конституционный запрет, гласящий о том, что кандидатом в президенты не может становиться человек, чьи родители родились не в Замбии. Так как конституция ограничивает выдвижение кандидатур, по крайней мере третьим поколением, Верховный суд Замбии рассмотрев дело «Леваника и другие против Чилубы», вынес решение, что эта норма не относится к гражданам, родившимся до обретения независимости в 1964 году.
На Генеральной конференции Патриотического фронта, проходившей с 29 по 30 ноября в Мулунгуши, Эдгар Лунгу был избран президентом партии и кандидатом в президенты по умолчанию, так как остальные претенденты на заседании не присутствовали. Однако, поскольку эта встреча не следовала процедуре и включала в себя несанкционированных делегатов, президент партии Гай Скотт назвал выборы «недействительными» и 1 декабря в Университете Мулунгуши собрал альтернативную конференцию, на которой кандидатом в президенты был избран Майлз Сампа с огромным большинством. После этого, представители вооружённых сил Замбии предъявили ультиматум Скотту и Сампе с требованием выйти из предвыборной борьбы. В конце концов, Высокий суд Замбии решил вопрос в пользу Лунгу, и позже он подал документы кандидата в президенты в избирательную комиссию в присутствии Скотта, показав таким образом, что раскол в партии был преодолён.

### Движение за многопартийную демократию
Первоначально было выдвинуто несколько кандидатур:
- Рупия Банда — бывший президент Замбии[35].
- Неверс Мумба — священнослужитель и телевангелист, президент партии[36].

Будучи президентом Движения за многопартийную демократию, Неверс Мумба объявил себя кандидатом на пост президента, однако 38 из 55 членов Национального исполнительного комитета партии проголосовали за приостановку его президентства и утверждение Рупии Банды в качестве своего кандидата. После этой встречи, национальный секретарь партии Мухаби Лунгу заявил, что Мумба не принял во внимание желание партийных органов и совершил грубые проступки, а Мумба оспорил это решение, заявив, что был законно избран лидером партии. После начала внутрипартийного конфликта, Мумба начал искать судебные рычаги давления на Лунгу, стремясь удержать его от вмешательства. 25 ноября Верховный суд вынес в отношении Лунгу временный запрет на партийную деятельность, но 11 декабря отклонил его, так как Мумба не смог уточнить желаемые меры. При рассмотрении апелляции 18 декабря, Верховный суд вынес решение о том, что официальным кандидатом от партии является Неверс Мумба. Спустя неделю Банда выпустил заявление, в котором поблагодарил своих сторонников, призвав их уважать решение Верховного суда. В то же время, Мумба уволил Лунгу и вице-секретаря Чембе Ньянгу с занимаемых должностей за неповиновение.

### Объединённая партия национального развития
14 ноября Национальный комитет партии единогласно проголосовал за выдвижение кандидатом в президенты лидера партии Хакаинде Хичилему, позже поддержанного партией Чарльза Милупи «Альянс за развитие и демократию».

### Остальные партии
- Тильенджи Каунда — Объединённая партия национальной независимости[47].
- Годфри Мийянда — Партия наследия[48].
- Эдит Навакви — Форум за демократию и развитие[49].
- Питер Синкамба — Зелёная партия Замбии[50].
- Дэниел Пуле — Христианско-демократическая партия[51]
- Элиас Чипимо-младший — Партия национального восстановления[52]
- Людвиг Сондаши — Форум за демократические альтернативы[53].

## Голосование
Избирательные участки в Замбии были открыты 20 января с 6 часов утра 07:00 по московскому времени) до 18 часов вечера (19:00). Для голосования 5,1 млн зарегистрированных избирателей в 150 округах были открыты около 6,5 тыс. участков. После окончания голосования, председатель Избирательной комиссии Замбии Присцилла Айзек объявила о том, что не может обнародовать результаты, так как на 140 участках, где выборы были прерваны проливными дождями, 21 января было возобновлено голосование для 21 тысячи избирателей. Победитель выборов будет занимать пост президента оставшиеся 18 месяцев от срока полномочий покойного Майкла Саты до всеобщих выборов 2016 года.

## Результаты
По окончательным данным, Эдгар Лунгу одержал победу на выборах, получив 48,3 % голосов, в то время как Хакаинде Хичилема набрал 46,7 % и заявил о фальсификациях. Министр иностранных дел ЮАР Маите Нкоана-Машабане в качестве главы комиссии наблюдателей одобрила выборы как «мирные, транспарентные, достоверные, свободные, справедливые и отражающие волю народа Замбии», а председатель исполнительного аппарата Африканского союза Нкосазана Дламини-Зума похвалила замбийцев за «организацию примерных, успешных и мирных выборов». Явка составила 32 процента.
| Эдгар Лунгу            |  |  | 48.33 % |  |
| Хакаинде Хичилема      |  |  | 46.67 % |  |
| Разрыв: 27,757 (1.66%) |  |  |         |  |

| Кандидат                                | Кандидат                           | Партия                                         | Голоса    | %     |
| --------------------------------------- | ---------------------------------- | ---------------------------------------------- | --------- | ----- |
|                                         | Эдгар Лунгу                        | Патриотический фронт                           | 807 925   | 48,33 |
|                                         | Хакаинде Хичилема                  | Объединённая партия национального развития     | 780 168   | 46,67 |
|                                         | Эдит Навакви                       | Форум за демократию и развитие                 | 15 321    | 0,92  |
|                                         | Неверс Мумба                       | Движение за многопартийную демократию          | 14 609    | 0,87  |
|                                         | Тильенджи Каунда                   | Объединённая партия национальной независимости | 9737      | 0,58  |
|                                         | Эрик Чанда                         | Четвёртая революционная партия                 | 8054      | 0,48  |
|                                         | Элиас Чипимо-младший               | Партия национального восстановления            | 6002      | 0,36  |
|                                         | Годфри Мийянда                     | Партия наследия                                | 5757      | 0,34  |
|                                         | Дэниел Пуле                        | Христианско-демократическая партия             | 3293      | 0,20  |
|                                         | Людвиг Сондаши                     | Форум за демократические альтернативы          | 2073      | 0,12  |
|                                         | Питер Синкамба                     | Зелёная партия Замбии                          | 1410      | 0,08  |
| Недействительные/пустые бланки          | Недействительные/пустые бланки     | Недействительные/пустые бланки                 | 17 313    | -     |
| Всего                                   | Всего                              | Всего                                          | 1 671 662 | 100   |
| Зарегистрированные избиратели/явка      | Зарегистрированные избиратели/явка | Зарегистрированные избиратели/явка             | 5 166 084 | 32,36 |
| Источник: Избирательная комиссия Замбии |                                    |                                                |           |       |

## Последствия
24 января главный судья Ломбе Чибесакунда официально объявил Лунгу победителем выборов. 25 января Эдгар Лунгу принёс присягу в качестве шестого президента Замбии.